# 霍好胜
霍好胜（1963年4月—），男，河南滑县人，中华人民共和国政治人物，中国共产党党员。曾任南阳市市长。

## 生平
1982年7月毕业于百泉农专农学专业，河南省委党校研究生学历。曾任泌阳县副县长、遂平县委副书记、县长、驻马店市副市长、河南省纪委常委。2015年9月任河南省农业科学院党委书记。2016年5月31日，任中共南阳市副书记。6月4日，当选南阳市市长。2018年2月24日，当选为第十三届全国人大代表。2021年7月卸任。